# Elecciones presidenciales de Santo Tomé y Príncipe de 2021
Las elecciones presidenciales de Santo Tomé y Príncipe se llevaron a cabo el 18 de julio de 2021 para elegir al presidente del periodo 2021-2026. Como ningún candidato obtuvo la mayoría absoluta se realizará una segunda vuelta entre los candidatos más votados el 5 de septiembre de 2021.

## Antecedentes
El 6 de abril de 2021, Evaristo Carvalho decretó la fecha del 18 de julio de 2021 para la organización de la votación. Seis días después anunció, por medio del presidente de la Asamblea Nacional, Delfim Neves, que no deseaba presentarse a la reelección. La lista de candidatos fue revelada el 11 de junio de 2021 por el Tribunal Constitucional.

## Sistema electoral
El presidente de Santo Tomé y Príncipe es elegido mediante un sistema de dos rondas por un período de cinco años. Si ningún candidato recibe más del 50% de los votos en la votación inicial, se lleva a cabo una segunda vuelta entre los dos candidatos principales.

## Candidatos
- Abel Bom Jesus, agricultor.[8]
- Aurélio Martins, expresidente del MLSTP/PSD.[9]
- Carlos Vila Nova, exministro de Infraestructura, Recursos Naturales y Medio Ambiente.[10]
- Carlos Neves, presidente de la Unión MDFM-UDD.[8]
- Carlos Stock, exministro de Defensa.[11]
- Delfim Neves, presidente de la Asamblea Nacional.[12]
- Elsa Garrido, presidenta del Movimiento Socialdemócrata - Partido Verde de Santo Tomé y Príncipe.[13]
- Elsa Pinto, vicepresidenta del MLSTP/PSD.[8]
- Eugénio Tiny, exvicepresidente de la Asamblea Nacional.[8]
- Guilherme Posser da Costa, ex primer ministro.[14]
- Jorge Amado, expresidente del Movimiento para la Liberación de Santo Tomé y Príncipe / Partido Social Demócrata (MLSTP/PSD), exministro de Agricultura y embajador en Taiwán.[15]
- Júlio Silva, exministro de Economía.[16]
- Manuel do Rosário, profesor, agricultor y ambientalista.[8]
- Maria das Neves, ex primera ministra.[17]
- Miques João Bonfim, abogado.[18]
- Moisés Viegas, consultor internacional, emprendedor y conferencista.[8]
- Olinto das Neves, exdirector de transporte terrestre.[8]
- Roberto Garrido, funcionario.[8]
- Victor Monteiro, exministro de Defensa.[8]

## Resultados
| Candidatos                  | Candidatos                  | Partido                                                                           | Primera vuelta | Primera vuelta | Segunda vuelta | Segunda vuelta |
| Candidatos                  | Candidatos                  | Partido                                                                           | Votos          | %              | Votos          | %              |
| --------------------------- | --------------------------- | --------------------------------------------------------------------------------- | -------------- | -------------- | -------------- | -------------- |
|                             | Carlos Vila Nova            | Acción Democrática Independiente                                                  | 32.022         | 39.47%         | 45.481         | 57.54%         |
|                             | Guilherme Posser da Costa   | Movimiento para la Liberación de Santo Tomé y Príncipe / Partido Social Demócrata | 16.829         | 20.75%         | 33.557         | 42.46%         |
|                             | Delfim Neves                | Partido Convergencia Democrática-Grupo de Reflexión                               | 13.691         | 16.88%         |                |                |
|                             | Abel Bom Jesus              | Independiente                                                                     | 2.907          | 3.58%          |                |                |
|                             | Maria das Neves             | Independiente                                                                     | 2.696          | 3.32%          |                |                |
|                             | Júlio Silva                 | Movimiento Ciudadano Independiente - Partido Socialista                           |                | 1.99%          |                |                |
|                             | Victor Monteiro             | Independiente                                                                     |                | 1.82%          |                |                |
|                             | Moisés Viegas               | Independiente                                                                     |                | 1.63%          |                |                |
|                             | Aurélio Martins             | Independiente                                                                     |                |                |                |                |
|                             | Carlos Neves                | Unión MDFM-UDD                                                                    |                |                |                |                |
|                             | Carlos Stock                | Independiente                                                                     |                |                |                |                |
|                             | Elsa Garrido                | Movimiento Socialdemócrata - Partido Verde de Santo Tomé y Príncipe               |                |                |                |                |
|                             | Elsa Pinto                  | Independiente                                                                     |                |                |                |                |
|                             | Eugénio Tiny                | Independiente                                                                     |                |                |                |                |
|                             | Jorge Amado                 | Independiente                                                                     |                |                |                |                |
|                             | Manuel do Rosário           | Independiente                                                                     |                |                |                |                |
|                             | Miques João                 | Independiente                                                                     |                |                |                |                |
|                             | Olinto das Neves            | Independiente                                                                     |                |                |                |                |
|                             | Roberto Garrido             | Independiente                                                                     |                |                |                |                |
|                             |                             |                                                                                   |                |                |                |                |
| Votos válidos               | Votos válidos               | Votos válidos                                                                     | 81.123         | 97.10%         |                |                |
| Votos blancos               | Votos blancos               | Votos blancos                                                                     | 631            | 0.76%          |                |                |
| Votos nulos                 | Votos nulos                 | Votos nulos                                                                       | 1793           | 2.15%          |                |                |
| Total                       | Total                       | Total                                                                             | 83.547         | 100%           |                | 100%           |
| Registrados / Participación | Registrados / Participación | Registrados / Participación                                                       |                | 67.76%         |                |                |